# 駒込
駒込（日语：／ Komagome */?）是東京都豐島區的町名。現行行政地名為駒込一丁目至駒込七丁目。郵遞區號為170-0003（豐島郵便局管區）。

## 地理
位於豐島區北部、駒込台地的位置。北臨北區西原，東接北區中里、田端，南連文京區本駒込，西通巢鴨。

## 歷史
古時的豐島郡駒込村包含文京區本駒込、千駄木一帶。後分為上駒込村、下駒込村，前者為現在的豐島區駒込。

### 地名由來
現在的市區是發展自江戶時代、明治時代，在此之前就已有許多記載駒込的紀錄。此外，也有駒込命名者為日本武尊的說法。

## 交通

### 鐵路
- 駒込站（JR山手線，東京地下鐵南北線）

### 道路
- 東京都道455號本鄉赤羽線（日语：東京都道455号本郷赤羽線）（本鄉通）

## 設施
- 豐島區立駒込圖書館
- 女子榮養大學短期大學部

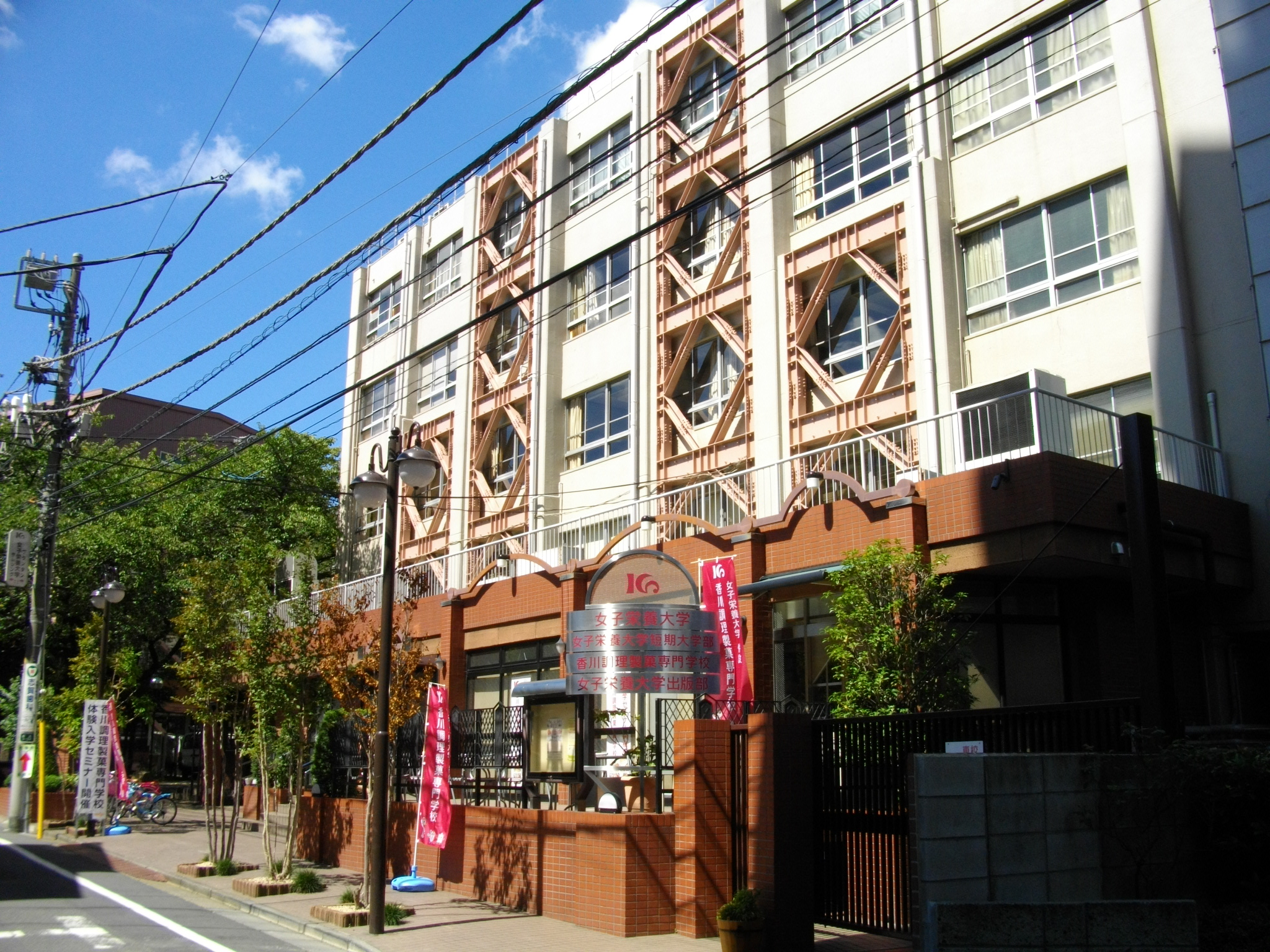
女子榮養大學短期大學部

  - 女子榮養大學（日语：女子栄養大学）駒込校區 - 主要為夜間部使用。
  - 香川調理製菓專門學校
- 本鄉中學校、高等學校（日语：本郷中学校、高等学校）
- 豐島區立駒込中學校（日语：豊島区立駒込中学校）
- 豐島區立駒込小學校（日语：豊島区立駒込小学校）
- 豐島區立仰高小學校
- 染井吉野櫻紀念公園 - 種植染井吉野櫻原種江戶彼岸櫻與大島櫻。建有紀念碑「染井吉野櫻發祥之里」。
- 染井靈園
- 東京游泳中心（日语：東京スイミングセンター） - 奧運游泳選手北島康介等所屬的體育設施。
  - 染井溫泉Sakura - 2005年挖掘。
- 芥川製菓（日语：芥川製菓）本社
- 西福寺 - 真言宗豐山派佛教寺院。染井植木屋的菩提寺。寺地有受德川吉宗賞賜，曾擔任江戶城內庭師的植木屋伊藤家第四代伊兵衛政武墓所。寺內保管園藝書『地錦抄』。
- 勝林寺 - 臨濟宗妙心寺派佛教寺院。山號萬年山。田沼意次、意知（日语：田沼意知）墓所。
- 法成寺 - 顯本法華宗佛教寺院。山號實妙山。
- 泰宗寺 - 曹洞宗佛教寺院。山號法輪山。
- 蓮華寺 - 顕本法華宗佛教寺院。山號法林山。
- 迎接寺 - 淨土宗佛教寺院。山號正業山。院號專修院。元和3年（1617年）創建於淺草新寺町，1908年（明治41年）遷至現址。
- 福壽院 - 曹洞宗佛教寺院。山號從容山。
- 染井稻荷神社 - 舊上駒込字染井鎮守。江戶時代為西福寺別當。本殿有俵藤太蜈蚣退治的繪馬。
- 妙義神社
- 中央聖書教會
  - 中央聖書神學校（日语：中央聖書神学校）
- 天主教本鄉教會
- 俄羅斯東正教會駐日教會
- 日本神召會教團

## 備注
1. ↑  住民基本台帳による年齢別人口（平成26年7月1日現在）[]

## 外部連結
- 豐島區官方網站 （页面存档备份，存于）
- 中央聖書教會 （页面存档备份，存于）
- 俄羅斯東正教會駐日教會 （页面存档备份，存于）（俄文）
- 日本神召會教團 （页面存档备份，存于）